# 触不到的恋人
《觸不到的戀人》（：／ Siworae）是一部於2000年出品的韓國電影，由李鉉升執導，李政宰及全智賢主演，電影的外文名稱IL MARE是意大利文，意思為『海』，也是電影故事中海邊小屋的名稱。電影講述時空分隔了兩個年頭的男女，透過一個神秘的信箱互相交流的愛情故事。
美國華納兄弟於2006年推出翻拍版本《跳越時空的情書》。

## 劇情介紹
1999年，恩珠準備搬離名為「IL MARE」、遠離喧囂的濱海小屋，她在離開這棟小屋之前，寫下一張聖誕節賀卡，在裡面註記請下一位住進「IL MARE」的住戶將郵件轉發給她。
攻讀建築系的學生星賢搬進遠離喧囂的海邊小屋，他在信箱收到一封很奇怪的信，這封信寄出的日期是1999年，而他所在時間是1997年，他回信給這個莫名其妙的人，詢問怎麼回事。1999年的恩珠見到回信，確認雙方存在在不同的時間點，之後經常寫信給兩年前的星賢，發現這棟小屋的信箱可以讓雙方跨越時空進行交流，甚至可以將不限於信件的物品轉交對方手中。恩珠利用郵箱委託成賢取回她兩年前丟失的錄音機，經由星賢幫助如願取回失物。另一方面，星賢與他身為著名建築師的父親存在著隔閡，當父親生病後，星賢請求恩珠去拿一本關於他父親的書，恩珠照做了。然而，恩珠後來遭遇交通事故，在恩珠住院期間，這本書未能在星賢父親去世前及時送到星賢手中。星賢閱畢這本關於父親的書籍，終於體認了父親對他的關愛，這讓他重拾熱忱投入他的建築工作。
雙方持續透過信件保持連絡，甚至產生了想和對方相見的念頭，於是兩者相約在星賢的未來兩年內在海灘見面。當恩珠抵達目的地時，她沒有看見星賢的蹤影，只見當地的海灘矗立著一棟不知名建築師建造的房子。當恩珠告訴星賢沒有看見他的消息時，納悶不已的星賢認為自己絕不會忘記如此重要的日子。雖然星賢沒有在約定的日期見到恩珠，但他還是前往他們約定見面的海灘，被海灘的美景所感動，決定親自在海灘上為她設計一座房子。星賢盡可能想向恩珠表達他對她的愛意，即使不知為何無法在未來的約會中見到她的身影，星賢設計的房子也會向她表明他就在海灘上。
海灘約會事件過後一陣子，恩珠在工作場合遇見她的前男友。原先男朋友與恩珠論及婚嫁，但是她的男朋友選擇前往海外工作，與留在韓國的恩珠維持一段遠距離戀愛關係後，終究選擇分手斷絕聯絡，回國了又準備與別的女人訂婚。心碎的恩珠寫信給星賢，拜託他到當年她與男朋友最後見面的那一天，去改變他們的命運。星賢既為恩珠與前男友的事情感到心碎，也希望恩珠能留在他的身邊，最終星賢強忍痛苦，違背己願成全恩珠的心願。恩珠決定參觀星賢就讀的學校，希望親自見到星賢兼感謝對方。在拜訪該校建築系、偶遇星賢的朋友接待期間，恩珠獲知星賢已經在兩年前為了見某人而死於交通事故，頓時悲慟不已，但這也讓她回想起先前的事件：她在最後一次見到前男友當天，目擊一輛汽車撞死了一名路人，而那名不幸喪生的路人正是星賢，同時意會到海邊的房子正是出自星賢之手。為了阻止星賢出事，她急忙前往「IL MARE」的郵箱，投遞一封信請求星賢別急於赴約，也希望他能及時收到這封警示消息。
故事尾聲，回朔至恩珠準備透過「IL MARE」的郵箱寄出聖誕節賀卡的時間點，一名陌生男子拿著恩珠寫給他的警示信接近她，這意味著由於星賢及時收獲恩珠的警示信件，讓他逃過了死劫，最終星賢與恩珠得以相認相見，為故事畫下句點。

## 演員陣容
- 李政宰 飾 韓星賢（粵語配音：潘文柏）
- 全智賢 飾 金恩珠（粵語配音：陸惠玲）

## 獎項
| - 第38屆大鐘獎（2001年） - 「最佳女主角獎」：全智賢 - 「最佳劇本獎」：呂芝娜 - 「最佳攝影獎」：洪京彪 - 「最佳美術獎」：金基哲 - 「最佳燈光獎」：徐正達 - 「最佳音樂獎」：金賢哲 | - 第8屆春史電影獎（2000年） - 「新人攝影獎」：洪京彪 |

## 爭議
2023年，有韓國網民在韓國論壇「Theqoo」發表以「新海誠電影出現剽竊韓國電影的爭議」為題的文章，聲稱新海誠的電影《你的名字》跟《觸不到的戀人》共有7點在劇情上的相似之處，其中包含「男女主角都遇到奇妙的現象而知道彼此的存在」、「男女主角存在於錯開的時空中」、「在過去的時空中，只有一個人知道對方的存在」、「逐漸對彼此產生好感而喜歡上對方」、「不過對方已經因為過去時空的意外而死亡」、「為了阻止這場意外，其中一方想努力告訴另一方這件事」、「未來改變了，雙方也因此重逢」，但也有韓國網民批駁這個説法，聲稱這是因對劇情的過度簡單化而產生的誤解。

## 外部連結
- 互联网电影数据库（IMDb）上《觸不到的戀人》的资料（英文）
- 韩国电影数据库（KMDb）上《觸不到的戀人》的資料